# 椎葉剛
椎葉 剛（しいば つよし、2002年3月18日 - ）は、大阪府堺市南区出身のプロ野球選手（投手）。右投右打。阪神タイガース所属。

## 経歴

### プロ入り前
堺市立三原台小学校1年生のときに高倉台ポニーズで野球を始める。堺市立三原台中学校では富田林ボーイズで投手としてプレーした。
島原中央高等学校では1年春から公式戦に出場。チーム事情で3年春まで主に捕手としてプレーしていた。同年夏は投手に再転向し、エースを務めたが、県大会は1回戦敗退を喫した。
高校卒業後はミキハウスへ入社。強肩を活かし、ここでも投手としてプレーしたが、3年間の所属で公式戦には1試合の登板に留まった。

### 四国IL徳島時代
ミキハウスを退社後、四国アイランドリーグplusの徳島インディゴソックスのトライアウトを受験して合格し、2023年より入団。初めて本格的なウエイトトレーニングに取り組み、入団時の最高球速が148km/hだったところ、シーズン中は常時150km/h台を投げられるようになり、6月下旬には最速157km/hを、9月下旬には159km/hを計測した。その後、同年10月26日に開催されたドラフト会議にて、阪神タイガースから2位指名を受けた。独立リーグからの2位指名は同年の大谷輝龍や、過去には2013年の又吉克樹に並び歴代最高タイ記録となった。11月12日、契約金7000万円・年俸1000万円という内容で仮契約を結んだ（金額はいずれも推定）。背番号は26。担当スカウトは渡辺亮。

### 阪神時代
2025年、6月12日の埼玉西武ライオンズ戦（ベルーナドーム）でプロ初登板を果たした。

## 人物
幼少期から大の阪神ファンで、憧れの選手は藤川球児。
徳島時代はチームメイトの井上絢登の紹介で、鳴門市内のホテルのアルバイトをしていた。

## 詳細情報

### 記録

#### NPB
初記録
- 初登板：2025年6月12日、対埼玉西武ライオンズ3回戦（ベルーナドーム）、7回裏に3番手で救援登板、1回無失点[11]

### 独立リーグでの年度別投手成績
出典はリーグのデータサイト。
| 年 度     | 球 団     | 登 板 | 先 発 | 完 投 | 完 封 | 無 四 球 | 勝 利 | 敗 戦 | セ 丨 ブ | ホ 丨 ル ド | 勝 率 | 打 者 | 投 球 回 | 被 安 打 | 被 本 塁 打 | 与 四 球 | 敬 遠 | 与 死 球 | 奪 三 振 | 暴 投 | ボ 丨 ク | 失 点 | 自 責 点 | 防 御 率 | W H I P |
| --------- | --------- | ----- | ----- | ----- | ----- | -------- | ----- | ----- | -------- | ----------- | ----- | ----- | -------- | -------- | ----------- | -------- | ----- | -------- | -------- | ----- | -------- | ----- | -------- | -------- | ------- |
| 2023      | 徳島      | 22    | 2     | 0     | 0     | 0        | 3     | 0     | 1        | 1           | 1.000 | 161   | 39.0     | 19       | 0           | 25       | -     | 3        | 51       | 7     | 0        | 10    | 10       | 2.31     | 1.13    |
| 通算：1年 | 通算：1年 | 22    | 2     | 0     | 0     | 0        | 3     | 0     | 1        | 1           | 1.000 | 161   | 39.0     | 19       | 0           | 25       | -     | 3        | 51       | 7     | 0        | 10    | 10       | 2.31     | 1.13    |

### 背番号
- 15（2023年）
- 26（2024年[9] - ）